# Philippe Vigarny
Philippe Vigarny (Felipe Bigarny en espagnol) (Langres, Bourgogne, vers 1475 - Tolède, 10 novembre 1542), fut un maître sculpteur et graveur du Siècle d'or espagnol. Il a également œuvré en tant qu'architecte.
Dans ses œuvres coexistent des caractéristiques flamandes, bourguignonnes, et de Renaissance italienne. Il a été un maître de la sculpture de la cathédrale de Burgos.
Son nom est connu sous différentes variantes de Vigarny : Bigarny ou Biguerny  ou Philippe Vigarny.  Surnommé Le Bourguignon, il signait Philipus Biguerny.

## Biographie
Né à Langres (Haute-Marne), vers 1475. Selon ses propres dires, il semble qu'il se soit rendu en Italie, à Rome, dans sa jeunesse. De formation initialement gothique, il a ainsi découvert la Renaissance italienne avant 1500. En 1498, à 23 ans, il faisait le pèlerinage de Saint-Jacques quand il s'est arrêté à Burgos. Là, on lui commanda des reliefs du trasaltar (es) (arrière du maître-autel) dans le déambulatoire de la cathédrale. Ce fut un grand succès, qui lui apporta de nouvelles commandes. Il s'installa alors définitivement en Espagne, travaillant comme décorateur et sculpteur, sur le bois et sur la pierre.
Felipe Bigarny épousa Maria Saez Pardo, veuve dont les enfants avaient émigré en Amérique. Il en eut cinq enfants. L'aîné, Gregorio Pardo (es), est né en 1517 à Burgos, marié à María de Covarrubias, fille d'Alonso de Covarrubias, et fut le seul enfant à continuer le travail de son père. Josefo a été rationnaire (racionero) de la cathédrale de Burgos, Clara qui était connue à Burgos pour sa beauté et surnommée la niña de plata.
En 1519, il collabora avec Alonso Berruguete pour la tombe du cardinal Selvaggio à Saragosse.

De retour à Burgos, il travailla avec Diego de Siloé, originaire de Burgos et revint d'Italie vers 1519. Cette collaboration influença son style, mais fut parfois problématique (Diego de Siloé gagna un procès contre Bigarny).

Felipe Bigarny - Les évangélistes. Musée national de sculpture, Valladolid.
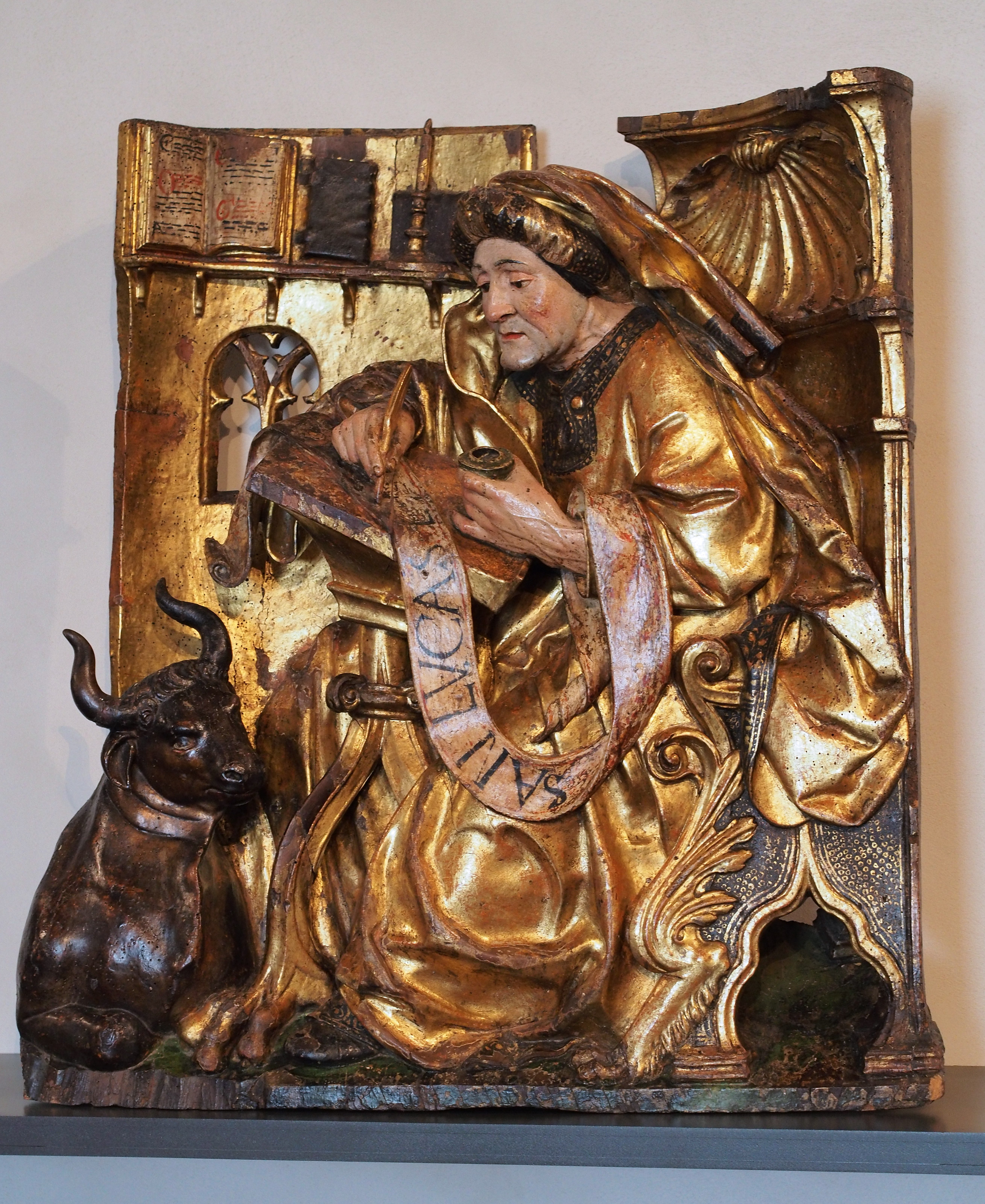
Saint-Luc.
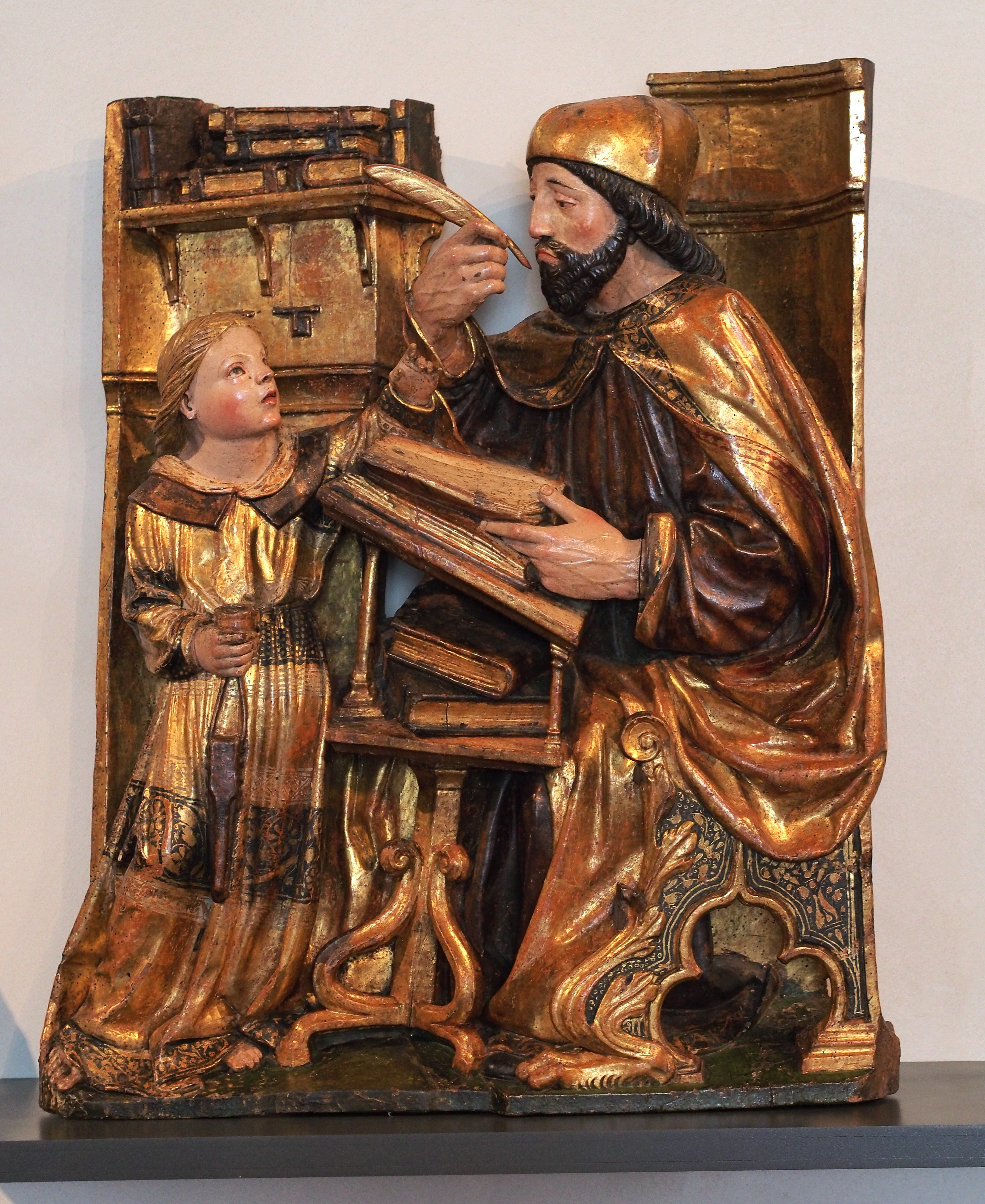
Saint-Mathieu.
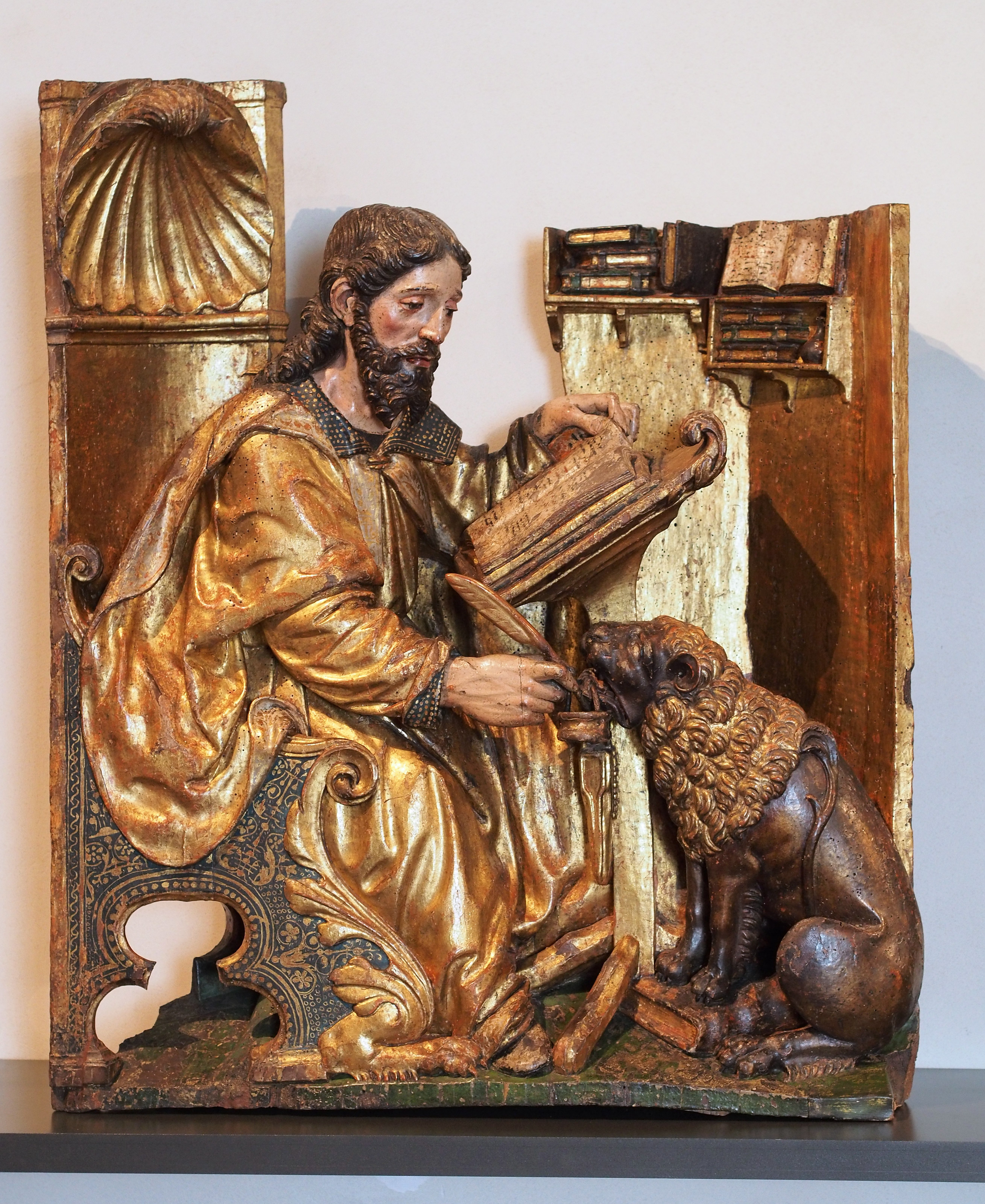
Saint-Marc.
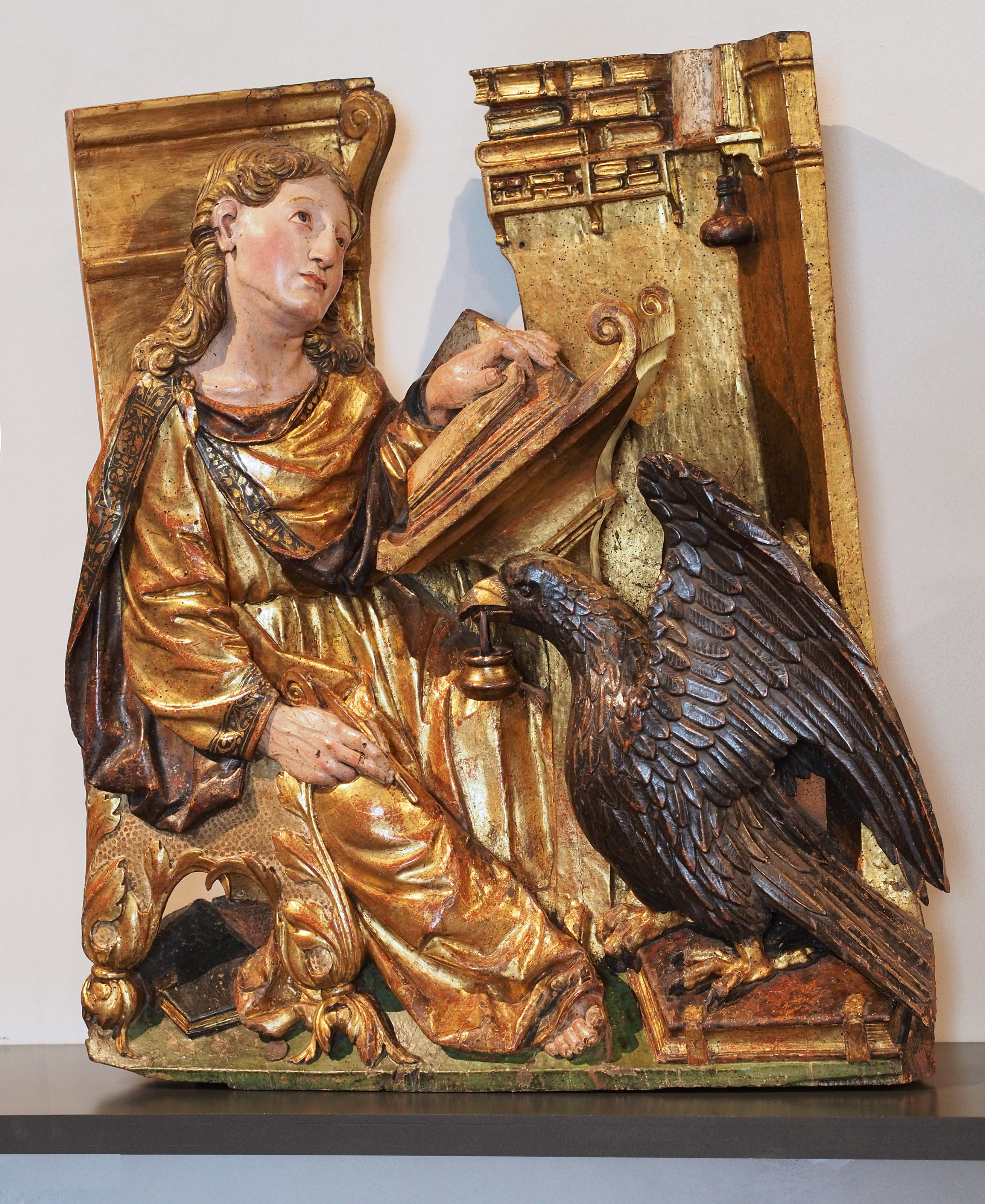
Saint-Jean.

À la mort de son épouse, il épousa en 1535 Francesca de Velasco, et eut cinq autres enfants, dont Antonio de Velasco et Juan de Velasco.
Philippe Vigarny avait des chantiers simultanés dans plusieurs villes, notamment à Tolède, confiés en son absence à ses collaborateurs (dont son fils Gregorio Pardo). Il est mort en 1542 en laissant plusieurs œuvres inachevées.

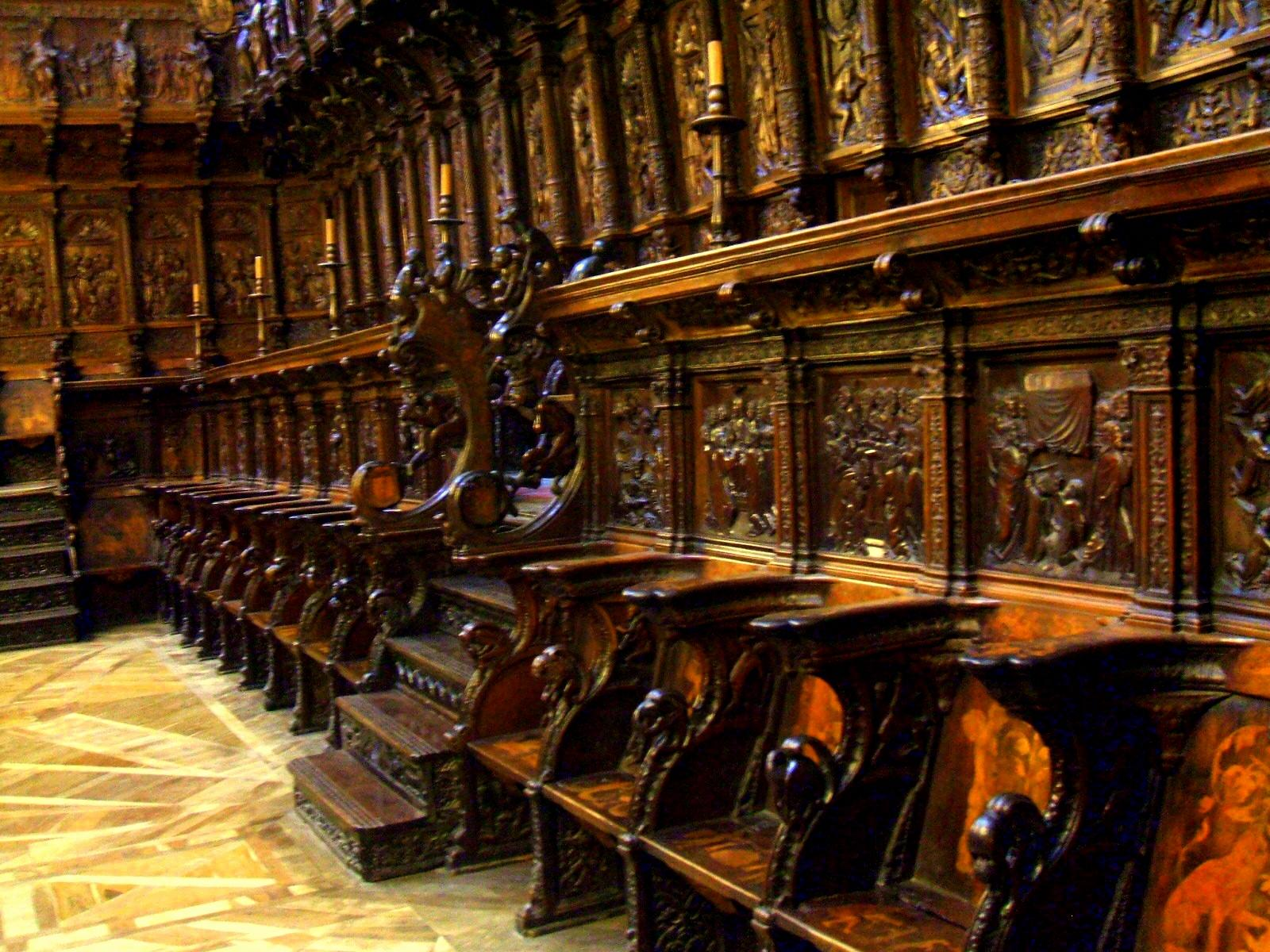
Les stalles en noyer du chœur de la cathédrale de Burgos.

## Principales œuvres
- 1498. Arrière du maître-autel de la cathédrale Sainte-Marie de Burgos
- 1507 - 1512. Les 103 stalles en noyer du chœur de la cathédrale Sainte-Marie de Burgos.
- 1524. Sépulcre de Gonzalo de Lerma dans la chapelle de la Présentation, cathédrale Sainte-Marie de Burgos.
- Entre 1536 et 1542 : Vierge à l'Enfant (Musée National de sculpture de Valladolid)